# ジュークボックス

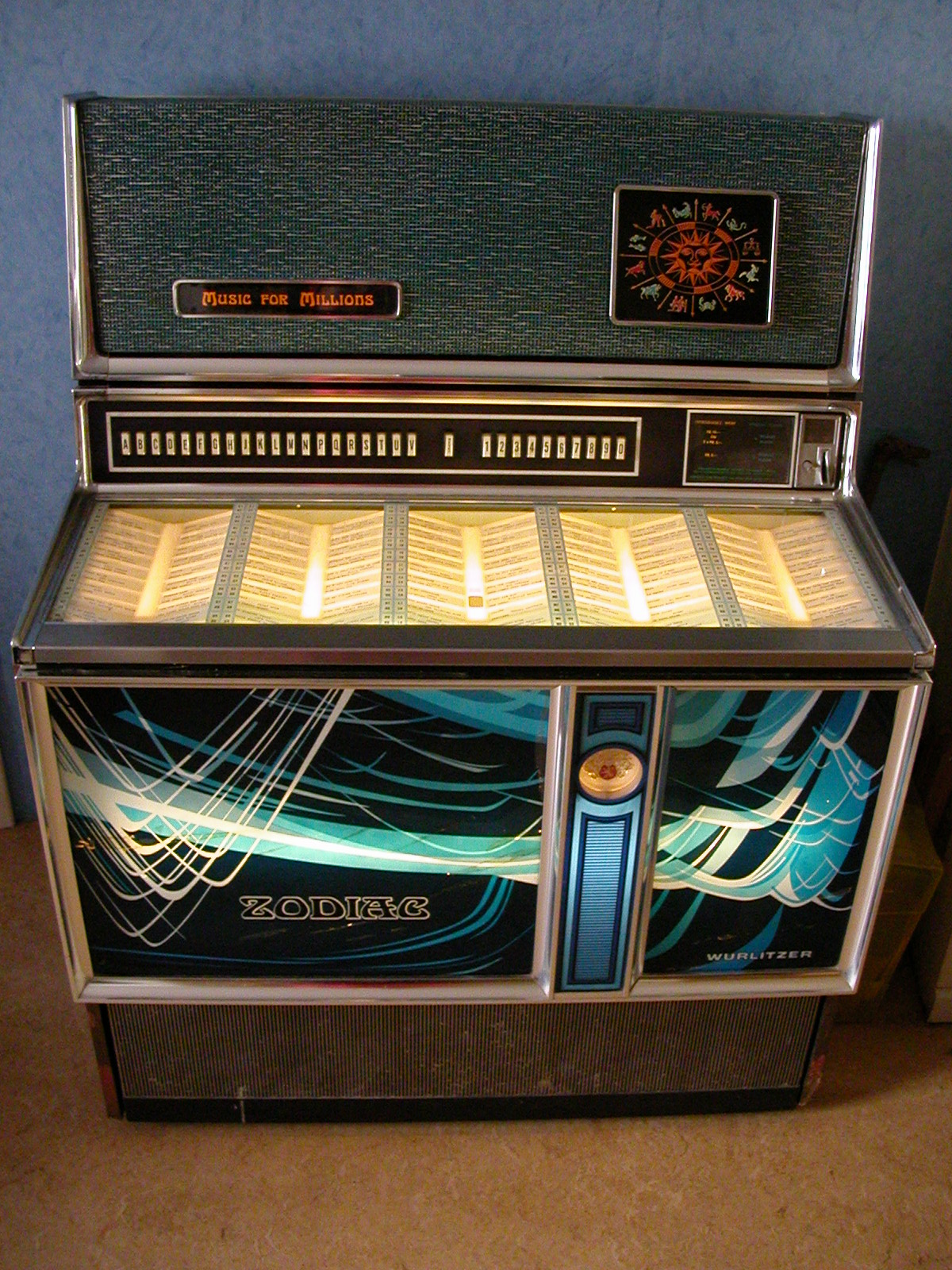
ジュークボックス（Wurlitzer社 3500 Zodiac）

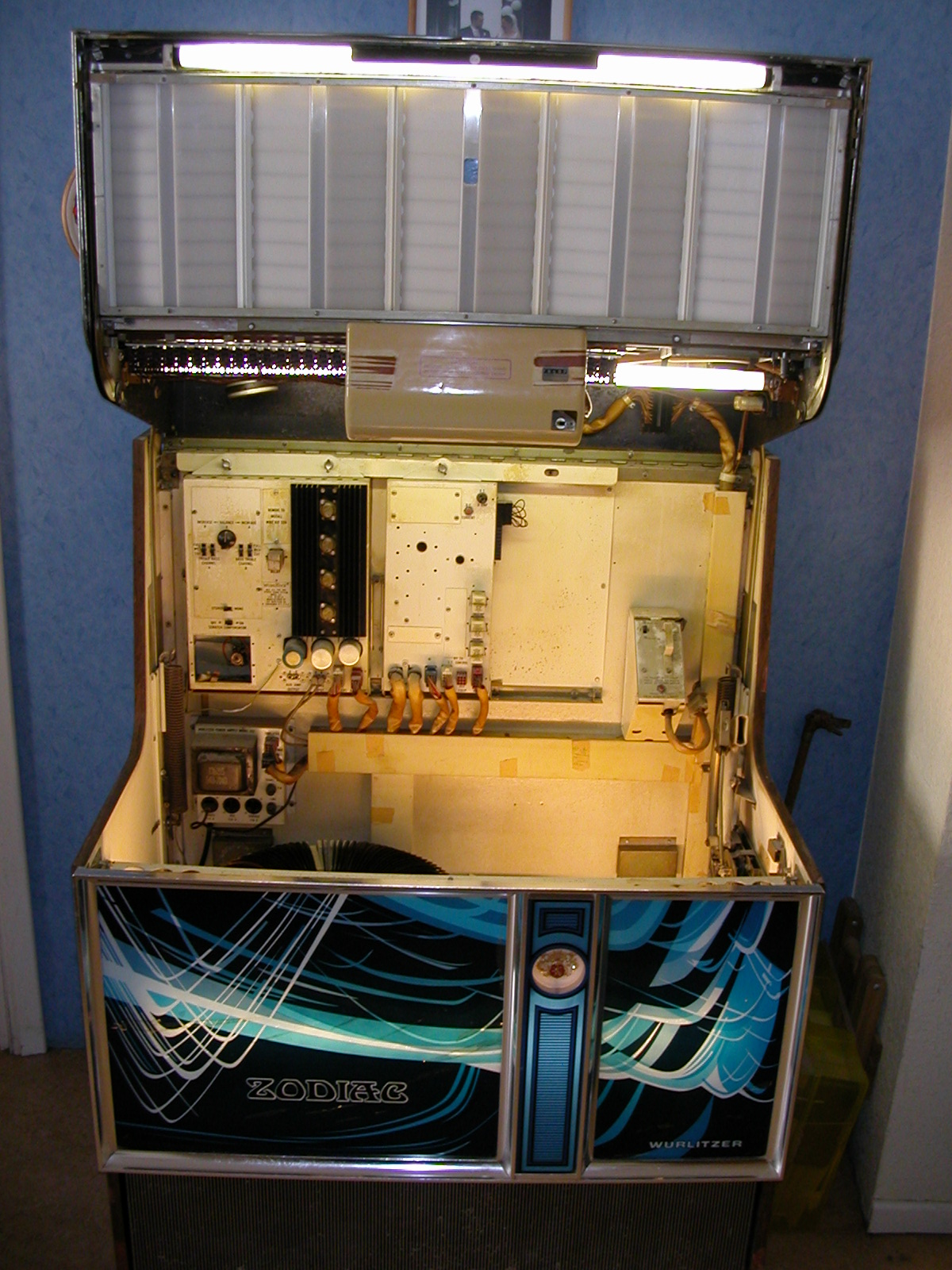
上のジュークボックスを開いたところ

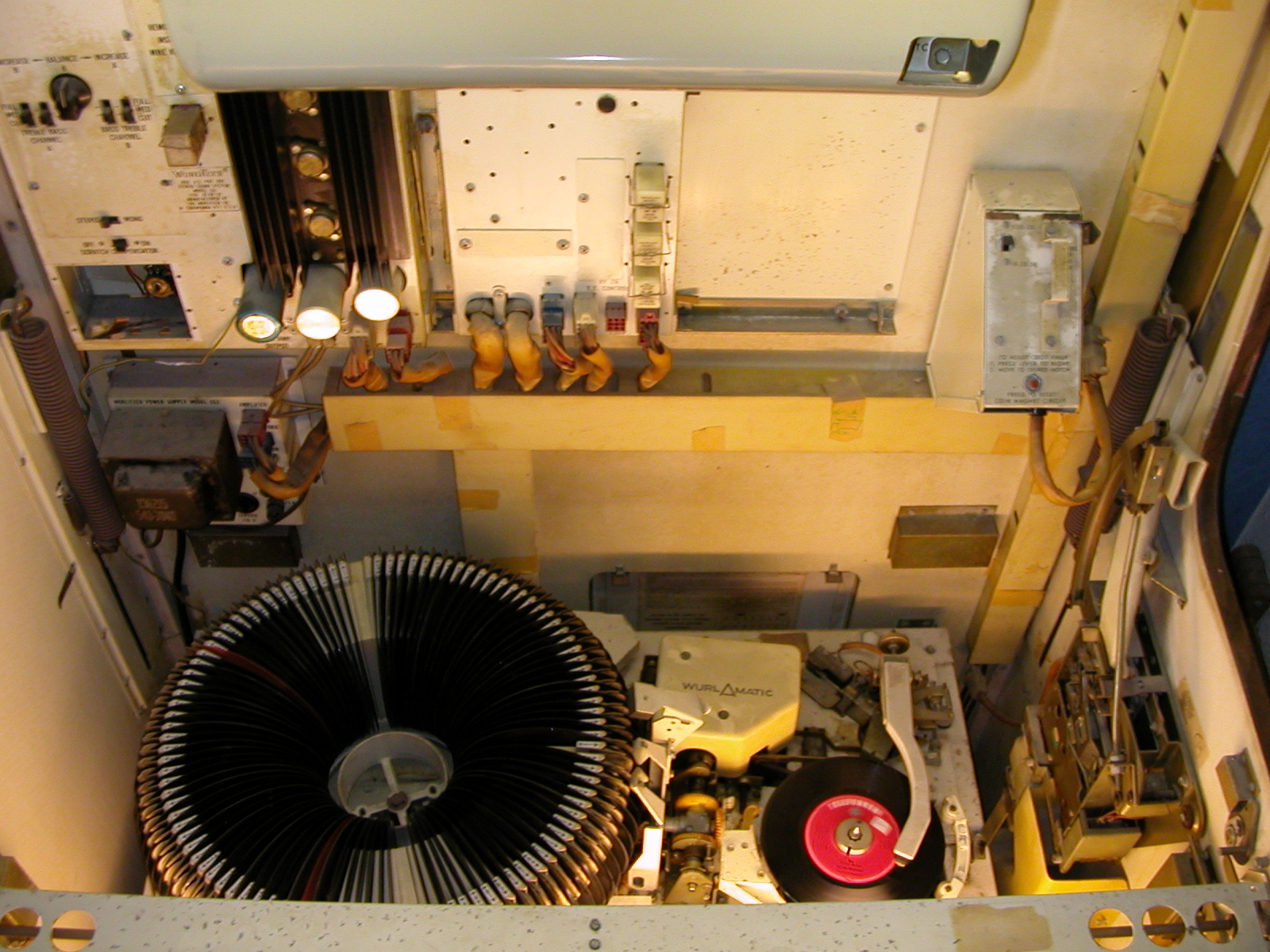
その中身

ジュークボックス（英: jukebox）は、自動販売機（自動サービス機）の一種であり、本来は店舗に置いて、内部に多数（数十枚から2000枚程度）のシングルレコード（後にCDやデジタルオーディオファイルなど）を収納し、任意の曲を再生させて楽しむ機器である。設置者は消費者が硬貨を投入することで収益を得る。

## 歴史
ジュークボックス以前に、硬貨を投入すると動作するオルゴールや自動ピアノが存在していた。
1889年11月23日、パシフィック・フォノグラム社の総支配人ルイス・グラスがアメリカ・カリフォルニア州サンフランシスコのパレ・ロワイヤル・サルーンにジュークボックスを初めて設置した記録が残っている。このときの装置は電動のエジソン蓄音機（蝋管式）に聴音管を4つつけたものでそれぞれに硬貨投入口があり、独立して動作するようになっていた。この硬貨で動作する蓄音機は1890年代に広まった。これは現在のジュークボックスとは使用目的が違い、人の声が聞こえるのを驚かせると言う物であったらしい。様々な音声を録音した蝋管を装着した蓄音機を並べた "phonograph parlors"（蓄音機パーラー）が出現した。中には、蝋管（レコード）を自動で入れ替える機構を備えた蓄音機も登場した。しかし1900年代になると蓄音機も目新しいものではなくなり、一般家庭に蓄音機が浸透し始めると、公共の場では大音量の機械式オーケストリオンが設置されるようになり、硬貨投入式の蓄音機は廃れていった。
その後電気録音とアンプが考案され、硬貨投入式の蓄音機が復活する。
1927年、Automated Musical Instrument Company（後のAMI）が、レコードを選択できるジュークボックスを発売して成功を収めた。1928年、自動ピアノを製造していた Justus P. Seepburg が、レコードプレーヤーとスピーカーを組み合わせ、硬貨を投入することで8枚のレコードから選んで演奏させることができるジュークボックスを開発した。当初シェラック製78回転のSP盤のレコードが主流だったが、1950年に塩化ビニール製45回転のシングル盤が登場すると、そちらに移行した。
"jukebox" という用語は、1940年ごろからアメリカ合衆国で使われはじめた。もともと、（西部劇によく出てくるような）飲食やギャンブルを楽しむ店を "juke joint" と呼んでおり、それが語源となっている。"juke" はガラ語で「無法、騒々しい、悪い」の意。
ジュークボックスの中でも、ウォールボックス型が最も高収益だった。客が席にある装置で曲を選ぶと、壁に設置されたジュークボックスが遠隔制御で演奏を開始する方式である。例えば1949年に登場した Seeburg 3W1 は100曲を内蔵できる Model M100A ジュークボックスを使っていた。1960年代にはステレオが主流となり、この時代のウォールボックスでは客の席にある装置にもスピーカーを内蔵し、サンプルが聞けるようになった。なお、このころシングル盤はほとんど製造されず、代わりにジュークボックス専用に "little LP" と呼ばれるレコードが製造されていた。これは、シングル盤と同じ大きさだが33回転であり、当時のジュークボックスの機構で使えるようになっていた。
このころのジュークボックスには、派手な照明やディスコおよびサイケデリックの効果など装飾的改善を施したものもあるが、内部の機構に大きな進歩はない。各レコードが演奏された回数を表示するカウンタ機能が装備され、人気のあるレコードを残して、人気のないレコードだけを入れ替えることができるようになった。
ジュークボックスは当初から極めて収益性の高い産業だった。1940年代から1960年代中盤まで人気が高く、特に1950年代に大流行した。当時はレコードやプレーヤーが高価であり、特に一般的な黒人層には手に入れられないものであつた。1940年代中ごろ、アメリカで生産されたレコードの4分の3がジュークボックスで使われた。ジュークボックスで他よりも大きく聞こえるようにするため、音圧を上げる工夫もあった（ラウドネス・ウォー）。
1980年代になるとCDやカラオケの登場で市場が小さくなり、従来型のものは姿を消した。海外ではCDの登場と共に、CDを採用したジュークボックスが登場している。さらに、20世紀末にかけて、CDも使わない完全デジタル式のジュークボックスが登場した。これは楽曲選択機構と再生機構を専用のコンピュータで置き換えたものである。新たな楽曲をインターネットからダウンロードするので、収録曲が絶対に古くならない利点がある。
近年ではiTunes・x-アプリ（旧名SonicStage）・BeatJam・Windows Media Player・SD-Jukebox等のメディアプレーヤーソフトでパソコンのハードディスクにCD録音やダウンロード購入した曲をストックできるようになっているほか、ハードディスク内蔵のミニコンポにも同様の機能を持つ製品が複数のメーカーから販売されており、これらもジュークボックスと呼ばれることがある。その他にも玩具店、ヴィレッジヴァンガードなどの雑貨店やCDショップなどに本来のジュークボックスの雰囲気を取り入れたCDラジオやSDオーディオプレーヤーなどが低価格でセガやWINTECH（廣華物産）などから販売され手軽に購入できるようにもなっている。なおボウリング場やゲームセンターなどではレーザーディスクやDVDを用い、多数の楽曲と映像を内蔵した「レーザージューク」が設置されていることがある。
さらに近年では、タッチパネルから楽曲を選択するとインターネット経由で音楽と映像をストリーミング再生できるデジタルジュークボックスがボウリング場やカフェ、パブなどで設置されていることがある。

## 外観

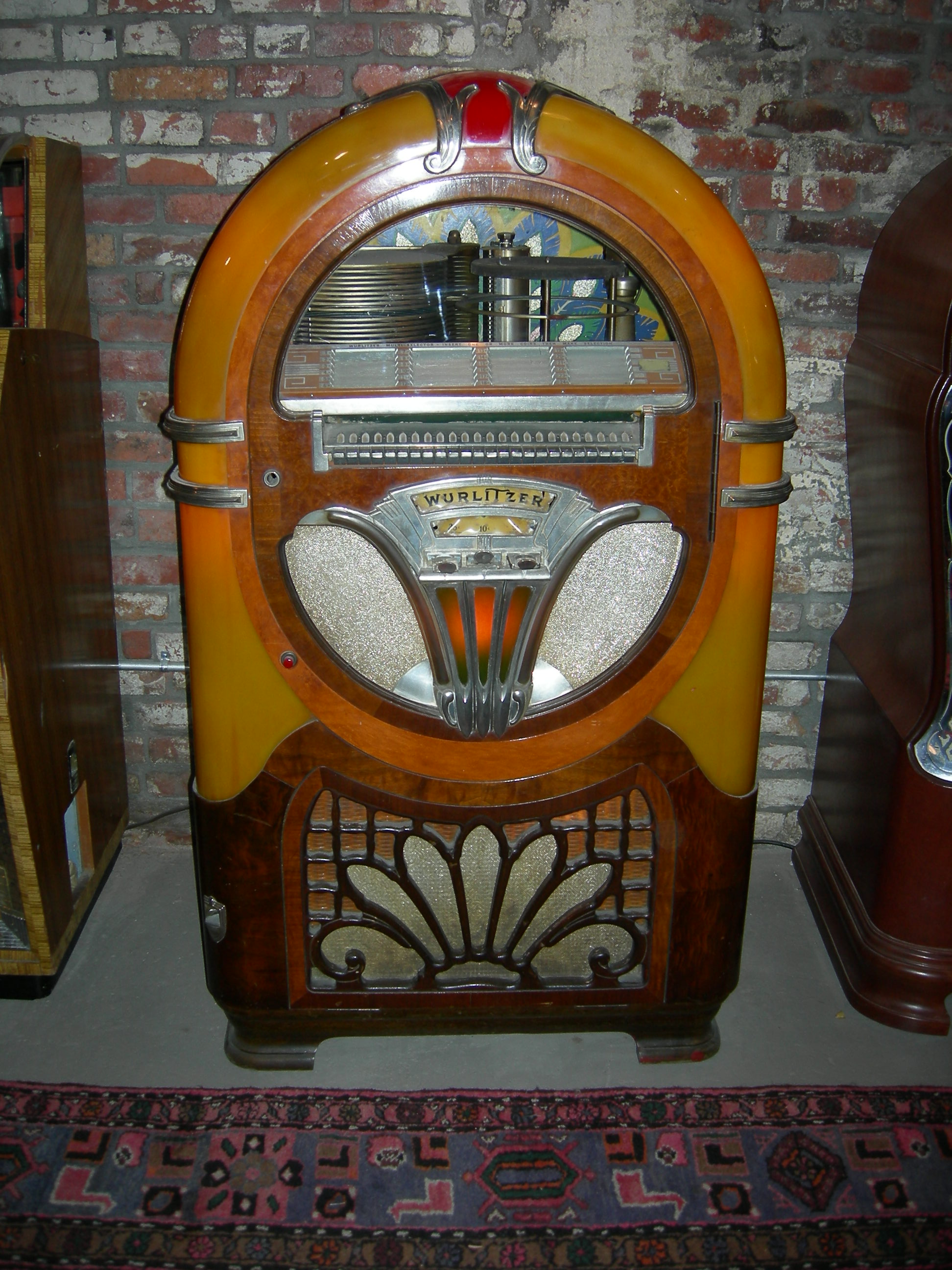
1941年の24枚のレコードを内蔵できるジュークボックス (Wurlitzer model 750)

1930年代初めまでのジュークボックスは木製の筐体に硬貨投入口とボタンがいくつかあるだけだったが、その後徐々に装飾や照明が派手になっていった。1941年の Wurlitzer 850 Peacock はプラスチックを使い、カラフルな照明で色が変化する美しいものだった。しかし、アメリカが戦争に突入すると、金属やプラスチックは軍事用に必要とされ、1946年までジュークボックスは製造されなくなった。1942年の Wurlitzer 950 は金属を節約するため、硬貨投入口が木製になっている。第二次世界大戦が終わると、ジュークボックスのデザインにもその時代の浮かれた雰囲気が反映された。AMIが戦後初めて製造した Model A では、乳白色のプラスチックとカラフルなガラス玉を外装に使い、"Mother of Plastic" と呼ばれた。

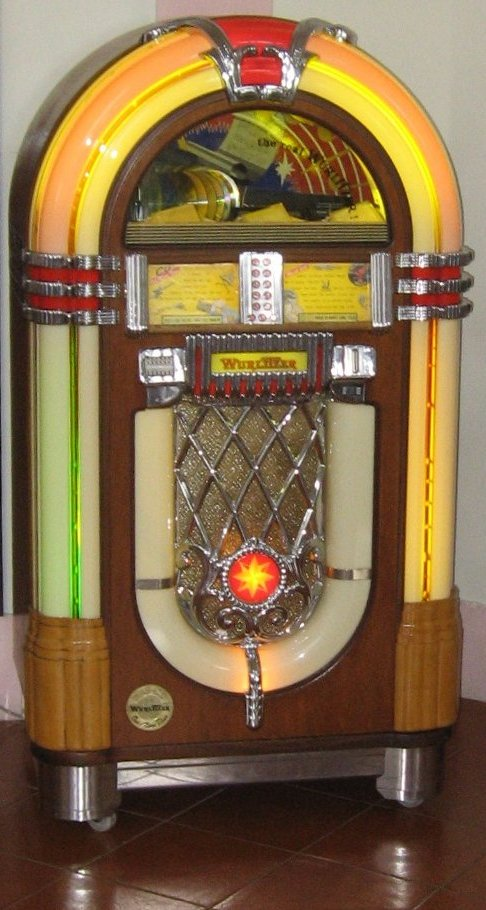
ハバナのホテルにある Wurlitzer 1015 の再生産品

Wurlitzer 1015 Bubbler は最も一般的なデザインのジュークボックスである。このようなジュークボックスは1950年代にもよく見られ、1940年代のデザインであるにもかかわらず、1950年代のポップカルチャーと結びつけて語られることが多い。これを設計したポール・フラーは、戦時中に工場が軍需用に徴用されたとき仕事がなくなり、暇になったのでデザインばかりしていた。それがポップカルチャーを象徴するデザインを生み出すことになった。
その後、ジュークボックスのデザインは「ハイテク」を感じさせるものになっていき、それまでのクラシックなものとは全く違うものとなっていった。また、内蔵できるレコード枚数が増えていったため、その曲名と選曲ボタンを並べるだけでかなりの表面積を要し、装飾に使える部分が減っていった。枚数が増えたのは技術的進歩という面もあるが、SP盤からシングル盤になってレコードそのものが小さくなったためでもある。
曲名表示が回転式のドラムにされている物もあり、より多くの枚数を扱える機種もある。
1940年代のジュークボックスは黄色のプラスチックが多用されていたことから Golden Age と呼ばれ、1950年代のジュークボックスはクロム風の外観が多かったため Silver Age と呼ばれた。

## 日本におけるジュークボックス
日本には戦後に進駐軍が導入したといわれ、1970年代まで飲食業やホテルなどに設置されて全盛期を迎えたといわれている。太東貿易（後のタイトー）、レメーヤー&スチュアート社（後のサービスゲームズ。後のセガ）、V&V社の3社が最大手として、米国よりジュークボックスを輸入していた。
1960年代には国産化が始まり、1962年にはレメーヤー&スチュアート社（当時の社名は日本娯楽物産）より国産初のジュークボックス「セガ1000」が発売されている。セガ1000は日本で大ヒットし、日本娯楽物産も社名をセガに変更した。しかし1960年代後半ごろよりピンボールやエレメカなどにアミューズメント機器の主役は移り、1967年にはV&V社の社員の中山隼雄（後のセガ社長）が独立して日本初のゲーム機のディストリビューターであるエスコ貿易を設立した他、タイトーやセガもゲーム機のディストリビューションおよび自社開発を行うようになる。
他にも、現在ゲームソフトメーカーやゲームセンター、アミューズメント施設を運営する企業の一部が創業当初はジュークボックスに何らかの形（輸入・販売など）で携わっていた。
- セガ（ジュークボックス時代はサービスゲームスジャパン）
- タイトー（ジュークボックス時代は太東貿易）
- ユニバーサルエンターテインメント（ジュークボックス時代はユニバーサル販売）
- コナミアミューズメント（ジュークボックス時代はエンタプライズ）

2008年にはセガトイズからwurlitzerのデザインを模した「ホームジュークボックス」が発売されているが、ジュークボックス事業は現在のセガグループの主力ではなく、あくまでアンティーク風おもちゃ(レトロおもちゃ)の一つとして扱われている。なお、SEGA 1000は現存が確認されておらず、現存する国産最古のジュークボックスは日本ビクター製のJB-5000となる。